# أنكليف
أنكليف (بالصربية: Енклава) هو فيلم دراما تم إنتاجه في ألمانيا وصربيا من إخراج جوران رادوفانوفيتش وصدر في سنة 2015م. وكان واحداً من ستة أفلام في قائمة الأفلام النهائية لصربيا لترشيحها لجائزة الأوسكار لأفضل فيلم بلغة أجنبية في النسخة 88 للجائزة لكنها لم ترشحه.

## القصة
يحكي الفيلم قصة عائلة صربية مسيحية تعيش في قلب كوسوفو بين المسلمين، العائلة الصربية تتكون من الطفل نيناد ووالده فوجيسلاف وجده المريض. يقوم الطفل بالذهاب إلى المدرسة بواسطة مدرعة تابعة لحفظ السلام، ويكون هو الطفل الوحيد بالمدرسة. تعاني العائلة من حالة من التعصب باتجاهها من قِبل المسلمين الألبان مما يؤدي لانتقال العائلة إلى بلغراد.

## وصلات خارجية
- أنكليف على موقع IMDb (الإنجليزية)
- أنكليف على موقع قاعدة بيانات الأفلام العربية
- أنكليف على موقع أول موفي (الإنجليزية)
- أنكليف على موقع فيلمافينيتي (الإسبانية)
- أنكليف على موقع قاعدة بيانات الفيلم (الإنجليزية)
- أنكليف على موقع ليتربوكسد (الإنجليزية)
- أنكليف على موقع كينوبويسك (الروسية)